# Saint-Ange-le-Viel
Saint-Ange-le-Viel era un comune francese di 230 abitanti situato nel dipartimento di Senna e Marna nella regione dell'Île-de-France. Dal 1º gennaio 2019 è accorpato al comune di Villemaréchal di cui è divenuto comune delegato.

## Società

### Evoluzione demografica
Abitanti censiti